# 홈스군 (미시시피주)

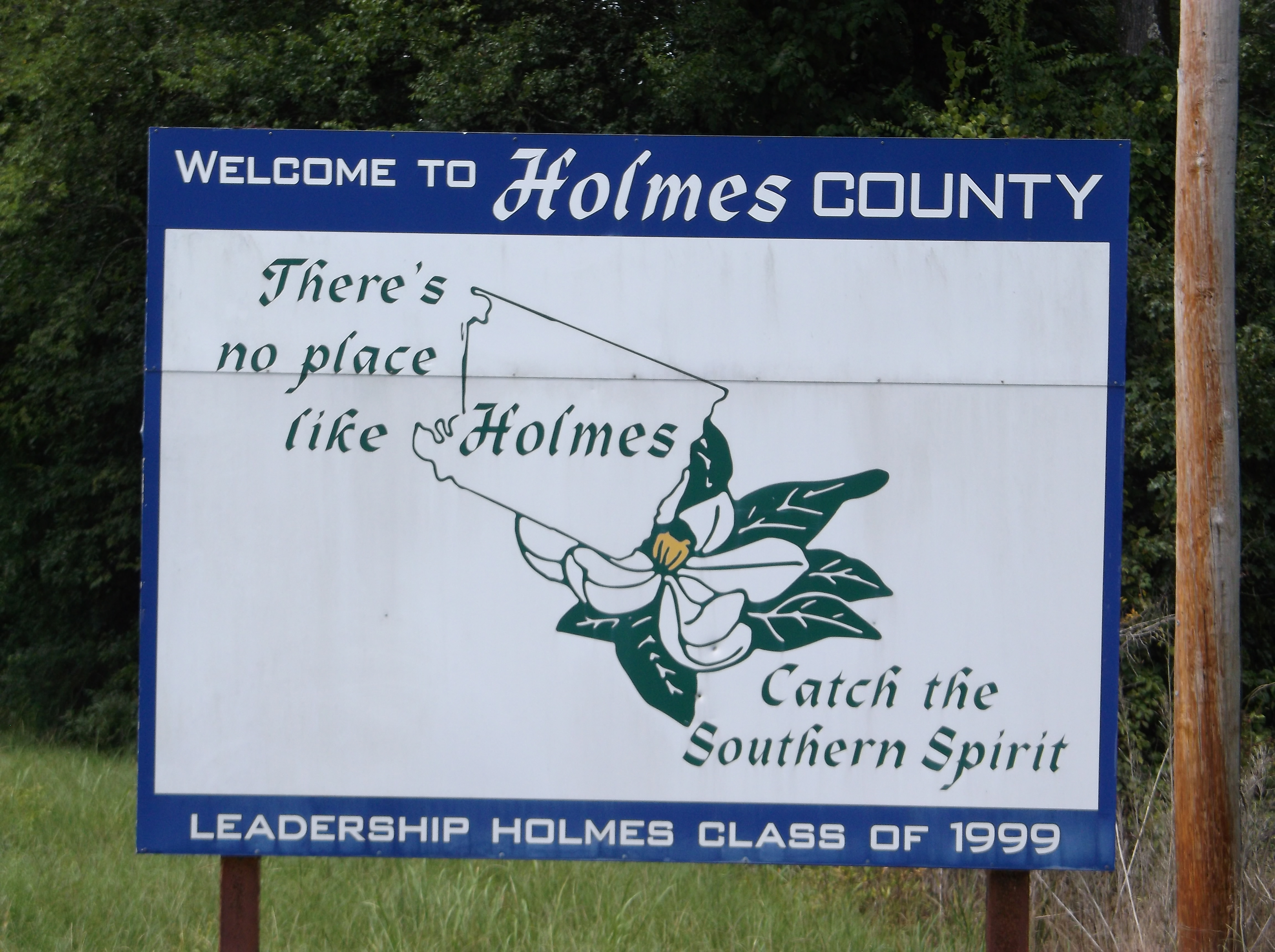

홈스군(Holmes County)은 미국 미시시피주에 있는 카운티로, 1833년 설립되었다. 미시시피 델타 지역에 속하며, 총 면적 1,979km2 중 1,958km2가 육지이다. 행정중심지는 렉싱턴, 가장 큰 도시는 듀랜트이다. 북쪽으로 캐럴 카운티, 동쪽으로 아탈라(Attala) 카운티, 남쪽으로 야주 카운티, 서쪽으로 험프리스 카운티, 북서쪽으로 르플로어 카운티가 경계를 이루며, 홈스 카운티 주립 공원이 있다. 지명은 미시시피주 최초 주지사였던 데이비드 홈스의 이름에서 유래했다. 교육기관에는 홈스 커뮤니티 칼리지가 있으며, 매체에는 홈스 카운티 헤럴드 신문이 있다. 듀랜트, 렉싱턴 시(市), 크루거, 굿맨, 웨스트 등의 타운 및 콕스버그, 손턴 등의 미 편입 공동체가 있으며, 주간 고속도로 55번, U.S. 고속도로 49번, 51번, 미시시피 고속도로 12번, 14번, 17번, 19번이 지난다.

## 인구
| 인구조사                                                      | 인구   | Note  | %±     |
| ------------------------------------------------------------- | ------ | ----- | ------ |
| 1840년                                                        | 9,452  |       | —      |
| 1850년                                                        | 13,928 |       | 47.4%  |
| 1860년                                                        | 17,791 |       | 27.7%  |
| 1870년                                                        | 19,370 |       | 8.9%   |
| 1880년                                                        | 27,164 |       | 40.2%  |
| 1890년                                                        | 30,970 |       | 14.0%  |
| 1900년                                                        | 36,828 |       | 18.9%  |
| 1910년                                                        | 39,088 |       | 6.1%   |
| 1920년                                                        | 34,513 |       | −11.7% |
| 1930년                                                        | 38,534 |       | 11.7%  |
| 1940년                                                        | 39,710 |       | 3.1%   |
| 1950년                                                        | 33,301 |       | −16.1% |
| 1960년                                                        | 27,096 |       | −18.6% |
| 1970년                                                        | 23,120 |       | −14.7% |
| 1980년                                                        | 22,970 |       | −0.6%  |
| 1990년                                                        | 21,604 |       | −5.9%  |
| 2000년                                                        | 21,609 |       | 0.0%   |
| 2010년                                                        | 19,198 |       | −11.2% |
| 2018 (추산)                                                   | 17,622 | [ 1 ] | −8.2%  |
| U.S. Decennial Census 1790-1960 1900-1990 1990-2000 2010-2013 |        |       |        |